# Представление Шрёдингера
Представление Шрёдингера — один из способов описания квантовомеханических явлений, предложенный Э. Шрёдингером в 1926 году. Здесь эволюция системы во времени описывается изменением вектора состояния, а операторы физических величин постоянны. 
Оператор физической величины в представлении Шрёдингера:
{\displaystyle {\hat {A}}_{S}(t)={\hat {A}}_{S}(t_{0}).}
Вектор состояния в представлении Шрёдингера:
{\displaystyle \left|\psi _{S}(t)\right\rangle ={\hat {U}}(t,t_{0})\,\left|\psi (t_{0})\right\rangle =e^{-{\frac {i{\hat {H}}(t-t_{0})}{\hbar }}}\,\left|\psi (t_{0})\right\rangle },
где
- {\displaystyle {\hat {U}}(t,t_{0})=e^{-{\frac {i{\hat {H}}(t-t_{0})}{\hbar }}}} — оператор эволюции;
- {\displaystyle {\hat {H}}} — гамильтониан.

Соответственно, уравнение Шрёдингера имеет стандартный вид:
{\displaystyle i\hbar {\frac {\partial \left|\psi _{S}(t)\right\rangle }{\partial t}}={\hat {H}}\left|\psi _{S}(t)\right\rangle }.